# Sudbury Hall

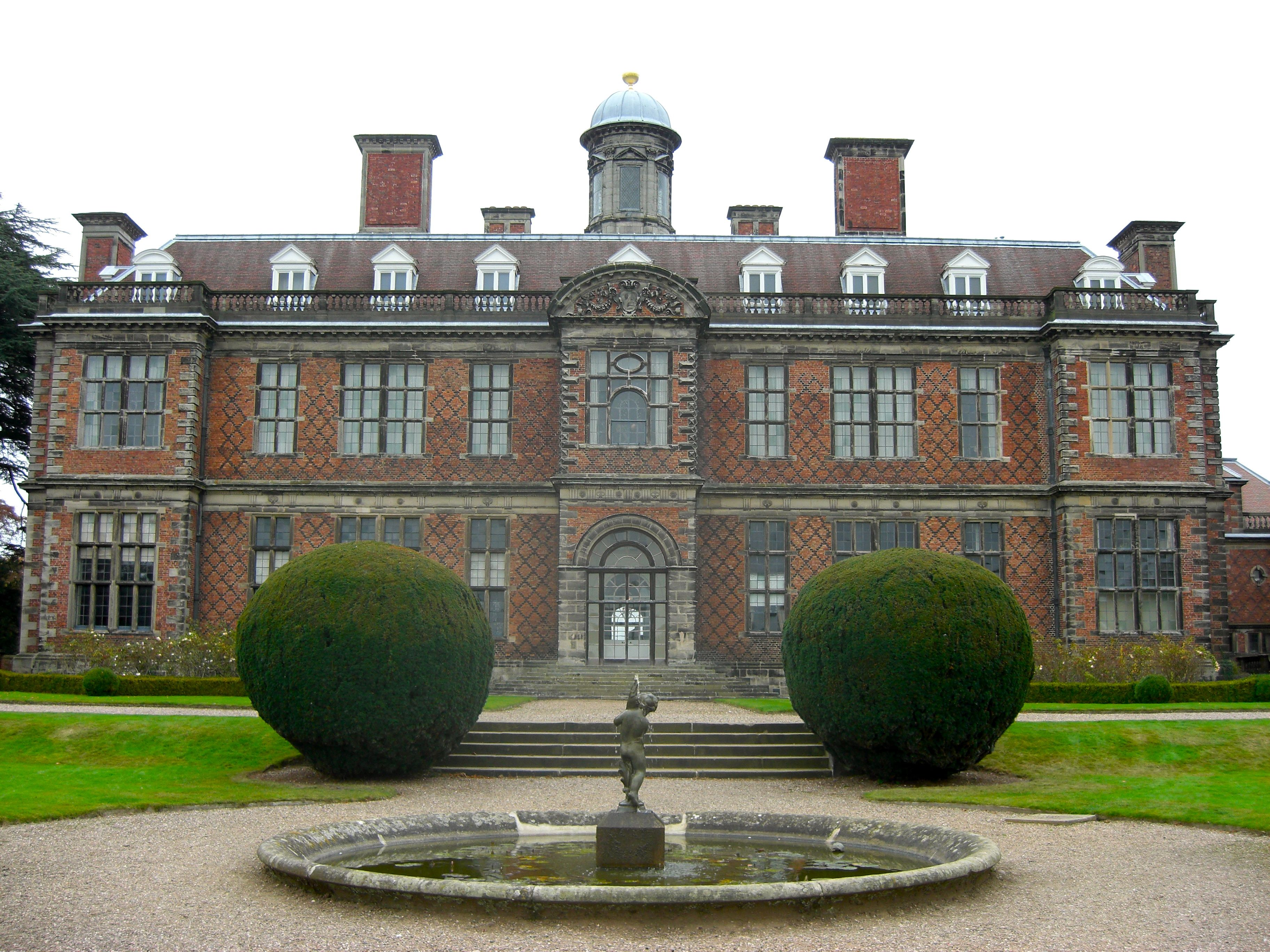
Südfassade von Sudbury Hall

Sudbury Hall ist ein Landhaus im Dorf Sudbury in der englischen Grafschaft Derbyshire.
Sudbury Hall ist eines der schönsten Herrenhäuser im karolinischen Stil in England. English Heritage hat sie als historisches Gebäude I. Grades gelistet. 2019 wurde Sudbury Hall	 von rund 254.000 Personen besucht. 2024 betrug die Besucherzahl etwa 130.000 Personen.

## Geschichte
Die Familie Vernon kam durch die Heirat von Sir John Vernon und der Erbin Ellen Montgomery im 16. Jahrhundert nach Sudbury. Das Landhaus entstand zwischen 1660 und 1680 für George Vernon, den Großvater von George Venables-Vernon, den ersten Baron Vernon.
Das Anwesen wurde ab 1840 für drei Jahre von Königin Adelheid, der Witwe von König Wilhelm IV. gepachtet. Der Ostflügel wurde von George Devey in den Jahren 1876–1883 angebaut.
Die Gebäude gehören heute dem National Trust und werden von diesem auch verwaltet. Die Familie Vernon hatte ihnen das Anwesen 1967 übertragen.

## Konstruktion
Sudbury Hall ist besonders für sein großartiges Haupttreppenhaus, seine lange Galerie, die Porträts von John Michael Wright und für die Mätressen von König Karl II. bekannt.
In den Innenräumen trifft man eine Mischung verschiedener Baustile an, Bildhauerarbeiten von Grinling Gibbons und Edward Pearce, Wandmalereien von Louis Laguerre und schön detaillierte Stuckarbeiten von Samuel Mansfield, James Pettifer und Robert Bradbury. Die Steinmetzarbeiten über dem Haupteingang wurden von William Wilson geschaffen.
Auf dem Anwesen gibt es formelle Gärten mit einem von Bäumen eingefassten See.
Cherry Ann Knott meint, dass die Konstruktion der Eingangshalle auf dem der Crewe Hall in Cheshire basiert, die etwa 2 km von der Haslington Hall entfernt liegt, wo George Vernon geboren wurde.

## In Film und Fernsehen
Das Haus war auch Kulisse für die in Pemberley spielenden Innenszenen in der BBC-Verfilmung von 1995 von Jane Austens Roman Stolz und Vorurteil.

## National Trust Museum of Childhood
The National Trust Museum of Childhood befindet sich im Flügel für die Dienerschaft aus dem 19. Jahrhundert, nicht zu verwechseln mit dem Victoria & Albert Museum of Childhood in London.